# Maßkonfektion

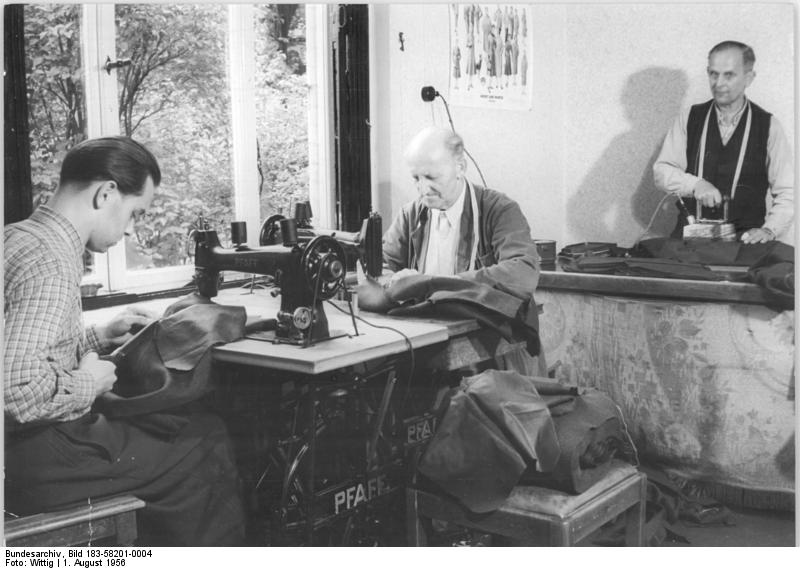
Herstellung von Maßkonfektion in den 50er-Jahren

Der Begriff Maßkonfektion setzt sich aus den Worten Maß (von messen) und Konfektion (aus dem lateinischen confectio) zusammen und bezeichnet die kundenindividuelle Massenproduktion von Bekleidung. Es ist auch der aus dem Englischen stammende Begriff MTM („made to measure“) gebräuchlich.

## Hintergrund
Bis ins 19. Jahrhundert wurde Kleidung in Einzelfertigung hergestellt. Man beauftragte dafür einen Schneider oder die gewünschten Kleidungsstücke wurden in familiärer Eigenproduktion hergestellt.
Mit der Industrialisierung Ende des 19. Jahrhunderts wurde die lohnintensive, handwerkliche Produktion durch industrielle Fertigungstechniken verdrängt und maschinell ausgerichtete Konfektionsbetriebe entstanden, die Kleidung in großen Stückzahlen herstellten. Als Basis für die Schnittbilder der Konfektionsbetriebe werden bis heute Maßtabellen verwendet, die auf Reihenmessungen der Bevölkerung basieren, wobei die Konfektionstabellen zwar regelmäßig aktualisiert werden, die letzten tatsächlichen Messungen aber in den 1950er-Jahren stattfanden.

## Das Produkt
Die Idee der Maßkonfektion ist es, die individuellen Anforderungen einzelner Nachfrager an ein Produkt mit dem Anspruch in Einklang zu bringen, dieses Produkt zum Preis einer massenhaften Leistungserstellung anbieten zu können. Der Abnehmer wird dabei in den Prozess der Wertschöpfung so integriert, dass er nicht weiter als anonymer Empfänger, sondern vielmehr als Partner, der an der Gestaltung seiner Kleidungsstücke mitwirkt, bezeichnet werden kann.
Dazu geben Anbieter von Maßkonfektion bestimmte Variationen in Maßen, Stoffen und Ausstattungen vor, aus denen der Kunde auswählen kann. Je nach dem System des Herstellers ist die Anzahl der Auswahlkriterien stark unterschiedlich. Dieser Ansatz setzt eine intensive Kommunikation zwischen Kunden und Hersteller während der Leistungserstellung voraus (Customer Integration), um bereits vor Beginn der Herstellung die Kundenwünsche komplett zu erfassen und auch mögliche Unstimmigkeiten zu erkennen.
Die Kundenbedürfnisse hinsichtlich der gewünschten Produkteigenschaften und -maße werden vom Maßkonfektionär erfasst und zur Erstellung des individuellen CAD-Schnittbildes weiterverwertet. Der anschließende Produktionsprozess ähnelt dem moderner Konfektionsbetriebe und ist stark arbeitsteilig ausgerichtet.
Maßkonfektion wird in Deutschland von einigen wenigen großen, deutschlandweiten Anbietern (wie Kuhn oder Dolzer) und vielen kleinen Anbietern in unterschiedlichen Preis- und Qualitätssegmenten vertrieben, wobei die wenigsten Händler über eigene Fertigungsunternehmen verfügen. Die Fertigungsunternehmen befinden sich großteils in Europa, einige Anbieter lassen in Asien fertigen. Während die Marktführer im unteren Preissegment ausschließlich kundenindividuelle Kleidung anbieten, bieten im gehobenen Preissegment diverse Marken Maßkonfektion zusätzlich zur Konfektionsware an.
Bei Karstadt und C&A wurde damit begonnen, Körpermaße für einen Anzug über einen Körperscanner zu ermitteln. Dieses Verfahren ist in seiner Wirksamkeit aber umstritten, da Bequemlichkeitsmaße wie Ärmellänge oder Rückenbreite separat abgefragt werden müssen und zudem eine unnatürliche Haltung während des Scanvorgangs zu falscher Passform führt. Karstadt hat von dieser Technik bereits wieder Abstand genommen.